# Île de Houx
L'île de Houx est une île belge située sur la Meuse en amont du village du même nom, près d'Yvoir. Une plantation de peupliers du Canada y a été opérée; les berges sont entièrement empierrées.

## Histoire
Lors de la bataille de France, c'est en utilisant l'île de Houx, qui était reliée à la rive gauche de la Meuse par l'écluse n°4 et à la rive gauche par un barrage portant une passerelle, que les Allemands de la 5e Panzerdivision de Max von Hartlieb-Walsporn ont franchi la Meuse dès le 12 mai 1940 par de simples infiltrations, et en force le lendemain à l'aube malgré la défense du II/39e régiment d'infanterie (commandant Cadennes) en liaison avec le III/129e régiment d'infanterie (commandant Migaud) appuyé par de l'artillerie. 
Le barrage n'avait pas été détruit par les Français pour ne pas faire baisser le cours de la Meuse en amont où son intérêt défensif aurait été diminué.